# 교타자
교타자란 장타보다는 단타를 많이 노리는 선수나 정확하게 치는 선수 혹은 의도적으로 그러는 선수를 말한다.

## 타순
주로 1, 2번으로 많이 기용하지만 3, 4, 5번으로 기용하는 경우도 있다.

## 관련 용어
- 단중거리형 타자
- 중거리 타자
- 중장거리 타자
- 장거리 타자